# Autobuzele din Constanța
Sistemul de transport public cu autobuze în municipiul Constanța este asigurat de CT Bus S.A., existând 30 de linii de transport în comun.

## Istoric
În 1920, Societatea de transport Constanța (S.T.P. Constanța), era condusă de ing. Radu Stoica. La inițiativa acestuia, în acest an se inaugurează prima linie de autobuze, pe ruta Constanța - Techirghiol.

### 1948-1955
În 1948, Cooperativa Transportul Dobrogean avea în dotare 33 de autobuze care circulau pe 5 trasee și erau subordonate Consiliului Popular. 

### 1965
În anul 1965, conform Litoralul românesc, Mic îndreptar turistic, Editura Meridiane, liniile de autobuz erau:
- 2 Gara Constanța-Șoseaua Mangaliei-Agigea-Eforie Sud-Mangalia
- 3 Portul Constanța-Strada Mihai Viteazul-Strada Mihail Coiciu-Strada Frunzelor
- 4 Strada Negru-vodă-Strada Mircea cel Bătrân-Strada Ștefan cel Mare-Șoseaua Filimon Sârbu
- 5 Plaja Modern-Strada Marinarilor-Strada Mihai Viteazul-Bulevardul Republicii-Gara Constanța-Șoseaua Mangaliei-Strada Pandurului-Strada Meșterul Manole-Strada Hatman Arbore
- 7 Portul Constanța-Strada Marinarilor-Strada Mihai Viteazul-Bulevardul Republicii-Strada Theodor Burada-Bulevardul Aurel Vlaicu-Fabrica de Celuloză
- 8 Baza de Troleibuze-Strada Achilea Mihail-Strada Maramureș-Strada 30 Decembrie 1947-Strada Moldovei-Bulevardul V.I.Lenin-Strada Mircea cel Bătrân-Strada Negru-vodă-Strada Marinarilor-Portul Constanța
- 9 Bulevardul I.Gh.Duca-Bulevardul V.I.Lenin-Bulevardul Tomis-Palazu Mare
- 10 Gara Constanța-Șoseaua Mangaliei-Agigea-Eforie Nord-Eforie Sud
- 11 Gara Constanța-Șoseaua Mangaliei-Agigea-Eforie Nord-Techirghiol
- 12 Bulevardul I.Gh.Duca-Bulevardul V.I.Lenin-Bulevardul Tomis-Șoseaua Hârșova-Ovidiu-Lumina-Uzina de Superfosfați Năvodari
- 14 Portul Constanța-Strada Marinarilor-Strada Negru-vodă-Strada Mircea cel Bătrân-Bulevardul Republicii-Bulevardul Tomis-Strada Mihai Dumitru-Strada Mihai Viteazul-Bulevardul Poporului-Strada Frunzelor

În anii 1960, liniile de autobuz din Constanța erau deservite de autobuze Škoda 706 RTO.
Liniile descrise mai sus au fost modificate ulterior.
- 3 Poarta 1-Strada Marinarilor-Strada Traian-Strada Mihai Viteazul-Strada Poporului-Strada Trandafirului-Strada Frunzelor-Strada Fulgerului-Institutul de Marină
- 4 Poarta 1-Strada Marinarilor-Strada Traian-Strada Mihai Viteazul-Strada Mihai Dumitru-Bulevardul I.Gh.Duca-Bulevardul Republicii-Gară-Bulevardul 1 Decembrie 1918-Șoseaua Filimon Sârbu-Palas
- 5 Km. 5-Strada Vârful cu Dor-Strada Democrației-Strada Meșterul Manole-Strada Hatman Arbore-Șoseaua Mangaliei-Strada Theodor Burada-Bulevardul Republicii-Strada Mihai Viteazul-Strada Traian-Poarta 2

- 6 Gara-Bulevardul Ferdinand-Bulevardul Mamaia-Campus-Tomis Nord

- 7 Fabrica de Pâine-Strada Celulozei-Bulevardul Aurel Vlaicu-Șoseaua Mangaliei-Strada Caraiman-Șoseaua Mangaliei-Bulevardul Republicii-Strada Mihai Viteazul-Strada Traian-Poarta 2
- 8 Poarta 2-Strada Traian-Strada Negru-vodă-Strada Mircea cel Bătrân-Strada 30 Decembrie 1947-Strada Maramureș-Strada Războieni-Strada Soveja-Bulevardul Alexandru Lăpușneanu-Strada Sucevei-Strada Cișmelei-Tomis Nord
- 9 Cireșica-Strada Dobrilă Eugeniu-Strada Adamclisi-Strada Soveja-Tomis III-Bulevardul Tomis-Strada Dumbrăveni-Strada Răscoala din 1907-Palazu Mare
- 14 Poarta 1-Strada Marinarilor-Strada Traian-Strada Mihai Viteazul-Strada Poporului-Strada Trandafirului-Strada Frunzelor-Strada Baba Novac-Energia

Au mai apărut după 1965 și alte linii de autobuz, printre care și linii exterioare, la nord și la sud de Constanța, preluate de ITC Constanța de la IRTA Constanța în 1961.
- 1 I.C.R.A.L.-Strada Vârful cu Dor-Bulevardul Aurel Vlaicu-Bulevardul Tomis-Strada Sucevei-Strada Adamclisi-Tomis III
- 6 Gară-Bulevardul 1 Decembrie 1918-Bulevardul Alexandru Lăpușneanu-Sat Vacanță-Campus
- 7B Fabrica de Pâine-Strada Celulozei-Bulevardul Aurel Vlaicu-Șoseaua Mangaliei-Strada Caraiman-Șoseaua Mangaliei-Gară
- 11B Eforie Nord-Techirghiol
- 12 Mangalia-Eforie-Constanța-Ovidiu-Năvodari (linie sezonieră, cel mai lung traseu deservit de un transportator urban vreodată în România, lungimea lui fiind de 65 km.)
- 13 Gară-Șoseaua Mangaliei-Agigea
- 13B Gară-Poarta 6-Agigea
- 16 Mangalia-Pecineaga
- 16B Mangalia-Moșneni
- 17 Gară-Costinești
- 17 Eforie Sud-Costinești (linie locală)
- 18 Poarta 1-Strada Traian-Bulevardul 1 Mai-Strada Petru Cercel-Strada Brizei-Poarta 6
- 18B Gară-Bulevardul 1 Mai-Strada Petru Cercel-Strada Brizei-Poarta 6
- 20 Constanța-Eforie-Olimp-Neptun-Venus-Jupiter-Saturn-Mangalia
- 21 Olimp-Neptun-Venus-Jupiter-Saturn
- 22 Poarta 1-Strada Marinarilor-Strada Traian-Strada Mihai Viteazul-Bulevardul Mamaia-Bulevardul Tomis-Bulevardul Alexandru Lăpușneanu-Strada Sucevei-Strada Cișmelei-Tomis Nord
- 22B Poarta 1-Strada Marinarilor-Strada Traian-Strada Mihai Viteazul-Bulevardul Mamaia-Bulevardul Tomis-Boema
- 23 Tomis III-Mamaia-Năvodari
- 32 Gară-Bulevardul 1 Decembrie 1918-Bulevardul Alexandru Lăpușneanu-Bulevardul Mamaia-Mamaia
- 32B Tabăra Nord-Mamaia

- 33 Poarta 2-Gara-Viile Noi-ICRAL

- 34 Poarta 2-Gara-Km 4-5

- 50 Gară-Bulevardul 1 Decembrie 1918-Bulevardul Alexandru Lăpușneanu-Tomis IV
- 50B Tomis IV-Bulevardul Tomis-Strada Badea Cârțan-Strada Ștefăniță-vodă-Strada Tulcei-Bulevardul Tomis-Bulevardul Alexandru Lăpușneanu-Bulevardul 1 Decembrie 1918-Gară
- 52 Tomis Nord-Mamaia-Cap Midia (linie de cursă specială, folosită de muncitorii portuari)

În anii 1970, au fost aduse și alte tipuri de autobuze. Garniturile erau acestea:
- DAC 112UDM
- DAC 117UD
- Roman Diesel
- Ikarus 260
- Ikarus 280
- Ikarus 283
- Škoda Karosa SM11
- IK4

### Reorganizarea traseelor IJTL din 1985
La reorganizarea traseelor IJTL Constanța, care a avut loc în 1985, au fost desființate unele linii de autobuze, din cauza înlocuirii lor cu linii de tramvaie și troleibuze, iar altele au căpătat alte trasee.
1. Linia 2, cu traseul Gară-Mangalia, a devenit Poarta 1-Poarta 6.
2. Linia 3, cu traseul Poarta 1-Centru-Institutul de Marină, a devenit Cireșica-Palazu Mare.
3. Linia 4, cu traseul Poarta 1-Gară-Palas, a devenit Gară-Fabrica de Oxigen.
4. Linia 9, cu traseul Cireșica-Palazu Mare, a devenit Oil Terminal-Farul Carol.
5. Linia 12, cu traseul Tomis III-Ovidiu-Năvodari, a devenit Gară-Mangalia.
6. Linia 14, cu traseul Poarta 1-Centru-Energia, a devenit Gară-2 Mai-Vama Veche.
7. Linia 22, cu traseul Poarta 1-Centru-Tomis Nord, a devenit Tomis III-Ovidiu-Năvodari.
8. Linia 27, cu traseul Poarta 1-Inel II-Zona Depozitelor, a devenit Tomis III-Ovidiu-Nazarcea.

### Linia 5
Linia 5 este cea mai veche linie de transport în comun din orașul Constanța, fiind creată în 1960. Această linie a fost deservită până în prezent de 11 tipuri de autobuze, adică TV 2U, TV 20U, ZIL 158, Škoda 706RTO, Škoda Karosa SM11, IK4, Roman Diesel, Ikarus 280, DAC 112UDM, DAC 117UD,MAZ 103 si actualele Isuzu Citiport. Acum este linia 5-40.

### 2024
CT Bus deține spre exploatare 10 autobuze etajate Ayats Bravo City cu motor Volvo, 14 autobuze MAZ 103, 50 autobuze MAZ 107, 15 autobuze MAZ 203, 104 autobuze Isuzu Citiport 12 Hyper, 18 autobuze Mercedes Benz Cibro, 20 autobuze BYD K9UB și 21 autobuze ZTE Granton.
Hartă Trasee

#### Linii Autobuz[1]
Linia 1
Confort Urban(Sere) - Bd. A. Vlaicu - Tomis 3
Lungimea Traseului = 19,4 km - 37 stații
Durata Cursei = 50 min
Linia 2-43
Tomis Nord - Centru - Gară - Poarta 6
Lungimea Traseului = 21.6 km - 50 stații
Durata Cursei = 85 min
Linia 3
Tomis Nord - Sanatoriu TBC Palazu Mare - Tomis Plus
Lungimea Traseului = 16,8 km - 33 stații
Durata Cursei = 65 min
Linia 3B
Tomis Nord - Târg Legume-Fructe(varianta Ovidiu DN3C)
Lungimea Traseului = 12,7 km - 23 stații
Durata Cursei = 40 min
Linia 5-40
Pe durata sezonului estival oprește și la stația Aqua Magic
Confort Urban - Gară - Campus
Lungimea Traseului = 30,9 km - 66 stații
Durata Cursei = 105min
Linia 5b
Confort Urban(Sere) - KM 5 - Gară
Lungimea Traseului = 17,9 km - 37 stații
Durata Cursei = 43 min
Linia 13
Auchan (KM 5) - C.E.T. - CARREFOUR
Lungimea Traseului = 29,8 km - 58 stații
Durata Cursei = 100 min
Linia 14
Pe durata sezonului estival oprește și la stația Aqua Magic
Zona Industrială - Casa de Cultură - Unirii - Vivo
Lungimea cursei = 30,4 km - 64 stații
Durata Cursei = 100 min
Linia 42
Tomis Nord - Centru - Portul Tomis
Lungimea Traseului = 14,1 km - 29 stații
Durata Cursei = 55 min
Linia 43C
Gară - Tomis III - Carrefour
Lungimea Traseului = 16,4 km - 33 stații
Durata Cursei = 65 min
Linia 43M
Gară - Tomis III - Vivo
Lungimea Traseului = 15,5 km - 33 stații
Durata Cursei = 65 min
Linia 44
Poarta 1 (Port) - Casa de Cultură - Ștefăniță Vodă
Lungimea Traseului = 17,5 km - 41 stații
Durata Cursei = 57 min
Linia 47M
NU circulă pe durata sezonului estival
Tabără Turist - Mamaia - Campus
Lungimea Traseului = 12 km - 21 stații
Durata Cursei = 34 min
Linia 48
Palas - I.C. Brătianu - Poarta 2 (Port)
Lungimea Traseului = 14,4km - 32 stații
Durata Cursei = 53 min
Linia 51
Poarta 1 - Casa de Cultură - Halta Traian (Inel II)
Lungimea Traseului = 11 km - 26 stații
Durata Cursei = 40 min
Linia 51b
Poarta 1 - Halta Traian - Aurel Vlaicu
Lungimea Traseului = 14,26 km - 32 stații
Durata Cursei = 55 min
Linia 100
Pe durata sezonului estival este înlocuit cu 100M, care circulă și prin stațiunea Mamaia
Gară - Lăpușneanu - Sat Vacanță
Lungimea Traseului = 11,7 km - 25 stații
Durata Cursei = 80 min
Linia 100C
Gară - Lăpușneanu - Carrefour
Lungimea Traseului = 17,3 km - 36 stații
Durata Cursei = 62 min
Linia 101
Zona Industrială - Gară - Poarta 1 (Port)
Lungimea Traseului = 23,8 km - 52 stații
Durata Cursei = 81 min
Linia 101M
Gară - C.E.T. - Vivo
Lungimea Traseului = 24 km - 44 stații
Durata Cursei = 82 min
Linia 102
Pescarie - Bd. Mamaia - Industriala
Lungimea Traseului = 19,8 km - 38 stații
Durata Cursei = 70 min

### Trasee Transport Elevi
Traseu E1
Gara - Bd.Lăpușneanu - Tomis Nord
Lungimea Traseului = 12 km - 24 stații
Durata cursei = 60 min
Traseu E2
KM5 - str.Cumpenei - str.Soveja - Tomis Nord
Lungimea Traseului = 17,8 km - 29 stații
Durata cursei = 70 min
Traseu E3
Palazu mare - Tomis Nord
Lungimea Traseului = 12 km - 22 stații
Durata Cursei = 60 min

### Trasee de Noapte
Traseele de noapte nu circulă pe durata întregului an!
Linia N102
Zona Industrială - Faleză Nord - Pescărie
Lungimea Traseului = 19,8 km - 46 stații
Durata Cursei = 50 min
Linia N2-43
Tomis Nord - Centru - Gară - Poarta 6
Lungimea Traseului = 21,6 km - 50 stații
Durata Cursei = 70 min
Linia N5-40
Confort Urban - Sere - Gară - Campus
Lungimea Traseului = 30,9 km - 66 stații
Durata Cursei = 80 min
Linia N100M
Gară - Lăpușneanu - Stațiunea Mamaia
Lungimea Traseului = 23 km - 45 stații
Durata Cursei = 80 min

### Liniile Estivale
CiTy Tour
Gară - Port - Centru - Mamaia(Tabără Tourist)
Lungimea Traseului = 32,3 km - 54 stații
Durata Cursei = 130 min
Autobuzele CiTy Tour circulă pe principiul Hop On / Hop Off. Marele avantaj pentru pasageri este posibilitatea întreruperii traseului turistic pentru vizitarea obiectivelor de interes și continuarea călătoriei cu un alt autobuz etajat, din oricare stație, în prețul biletului achitat inițial. Autobuzele includ în ruta lor 100 de obiective turistice importante din orașul Constanța și din stațiunea Mamaia: Silozurile Anghel Saligny, Vechea Bursă Maritimă, Gara maritimă, Cuibul Reginei, Muzeul de Istorie și Arheologie, Edificiul roman cu mozaic, Moscheea Carol I, Cazinoul, Acvariul, Farul Genovez, Portul turistic "Tomis", Delfinariu, Satul de Vacanță, Cazinoul din Mamaia si altelele.